# Aşağıkayacık, Efeler
Aşağıkayacık là một xã thuộc huyện Efeler, tỉnh Aydın, Thổ Nhĩ Kỳ. Dân số thời điểm năm 2010 là 500 người.